# Hampstead (Dominika)
Hampstead – wieś w Dominice (parafia świętego Andrzeja). Według danych szacunkowych na rok 2008 liczy 474 mieszkańców. Ośrodek turystyczny.